# Настольный теннис на летних Олимпийских играх 2008 (квалификация)
Каждый НОК мог предоставить до трёх мужчин и женщин в одиночном разряде и по одной команде у мужчин и женщин.

## Одиночный разряд

### Мужчины
В общей сложности 64 спортсмена будут претендовать на титул чемпиона в одиночном разряде.
| Событие                                      | Дата                     | Место          | Квалификанты |
| -------------------------------------------- | ------------------------ | -------------- | --- |
| Мировой рейтинг ITTF                         | 3 января 2008            | -              | Ван Хао Ма Линь Тимо Болл Владимир Самсонов Ю Сынъмин О Санъын Гао Нин Ли Цзин Чжуан Чжиюань Калиникос Креанга Вернер Шлагер Кан Ё Дмитрий Овчаров Алексей Смирнов Ян Цзы Коу Лаичак (Гао Лицзэ) Зоран Приморац Михаэль Мазе Хэ Чживэнь Йорген Перссон |
| Африканские игры 2007                        | 11-23 июля 2007          | Алжир          | Сегун Ториола Мондай Меротохун Эль-Саид Лашин Сурайу Сака Идир Хурта Адель Массаад |
| Среднеазиатский квалификационный турнир      | 15-18 октября 2007       | Тегеран        | Афшин Нороузи |
| Южноазиатский квалификационный турнир        | 2-3 февраля 2008         | Сингапур       | Доань Kьен Куок |
| Западноазиатский квалификационный турнир     | 6-8 февраля 2008         | Амман          | Ибрагим Аль-Хасан |
| Квалификационный турнир Юго-Центральной Азии | 6-9 марта 2008           | Гонконг        | Ашанта Шараф Камал |
| Азиатский квалификационный турнир            | 6-9 марта 2008           | Гонконг        | Ван Лицинь Kим Хёкпонъ И Чŏльгук Дзюн Мидзутани Ён Джэёнъ Сэя Kисикава Чанъ Сонъман |
| Панамериканские игры 2007                    | 21-27 июля 2007          | Рио-де-Жанейро | Линь Цзюй |
| Чемпионат Латинской Америки                  | 30 марта — 6 апреля 2008 | Санто-Доминго  | Лю Сун Густаво Цубой Тьяго Монтейро Декстер Сан-Луи Пабло Табачник |
| Квалификационный турнир Северной Америки     | 4-6 апреля 2008          | Ванкувер       | Чжан Пэн Прадибан Петер-Пол Давид Чжуан |
| Кваликационный турнир Европы                 | 2-6 апреля 2008          | Нант           | Тань Жуйу Йенс Лундквист Боян Токич Роберг Гардош Кристиан Сус Чэнь Вэйсин Панайотис Гьонис Жоао Монтейро Патрик Чила Кристофер Легот Федор Кузьмин |
| Квалификационный турнир Океании              | 5-8 апреля 2008          | Нумеа          | Уильям Гензель Кайл Дэвис Давид Зальцберг |
| Финальный мировой квалификационный турнир    | 8-11 мая 2008            | Будапешт       | Чён Юк (Чжан Юй) Цзян Пэнлун Жан-Мишель Сев |
| Приглашение трехсторонней комиссии           | 11 Мая 2008              | —              | Марсело Агирре |
| Дополнительно                                | 8-11 мая 2008            | Будапешт       | Адриан Кришан Ахмед Али Салех Джем Цзэн Демьен Элой Маркуш Фрейташ Янош Якаб Александар Каракашевич Михай Бобочика Коу Лей Петр Корбел Тьягу Аполония Альфредо Карнерос Люцьян Блащик                                                                  |
| ВСЕГО                                        |                          |                | 77 |

### Женщины
| Событие                                         | Дата                     | Место         | Квалификанты |
| ----------------------------------------------- | ------------------------ | ------------- | --- |
| Мировой рейтинг ITTF                            | 3 января 2008            | -             | Го Юэ Чжан Инин Ван Юэгу Ли Цзявэй Ай Фукухара Ким Гёнъа У Цзядо Саяка Хирано Лю Цзя Ли Цзяо Гао Цзюнь Пак Миёнъ Тамара Борош Ли Цянь Ван Чэнь Кристина Тот Лау Сёйфэй (Лю Сюйфэй) Даниэла Додин Элке Вошик Ни Сялянь         |
| Африканские игры 2007                           | 11-23 июля 2007          | Алжир         | Ян Фэнь Босе Каффо Сесилия Оффьонг Шаима Абдул-Азиз Викторин Агум Фомум Ноха Йоссри |
| Среднеазиатский квалификационный турнир         | 15-18 октября 2007       | Тегеран       | Марина Шумакова |
| Юго-Восточный азиатский квалификационный турнир | 2-3 февраля 2008         | Сингапур      | Фэн Тяньвэй |
| Западноазиатский квалификационный турнир        | 6-8 февраля 2008         | Амман         | Зейна Шабан |
| Квалификационный турнир Юго-Центральной Азии    | 6-9 марта 2008           | Гонконг       | Неха Аггарвал |
| Азиатский квалификационный турнир               | 6-9 марта 2008           | Гонконг       | Тан Йе Со (Тан Жуйсюй) Нантана Комвонг Ван Нань Харуна Фукуока Ким Джонъ Ким Миёнъ Хуан Ихуа |
| Чемпионат Латинской Америки                     | 30 марта — 6 апреля 2008 | Санто-Доминго | У Сюэ Фабиола Рамос Мариани Нонака Лянь Цянь Паула Медина Ядира Сильва |
| Североамериканский квалификационный турнир      | 4-6 апреля 2008          | Ванкувер      | Кристал Хуан Яоси Чжан Мо Джуди Лун (Лун Чжу) |
| Европейский квалификационный турнир             | 2-6 апреля 2008          | Нант          | Ли Цзе Виктория Павлович Элизабета Самара Мелек Ху (Хоу Мэйлин) Сянь Ифан Светлана Ганина Сандра Паович Сюй Цзе Ли Цяньбин Чжу Фан Вэньлин Тань-Монфардини                                                                    |
| Квалификационный турнир Океании                 | 5-8 апреля 2008          | Нумеа         | Лей (Хун) Цзяньфан Стефани Сан Сюй Мяо Мяо |
| Финальный мировой квалификационный турнир       | 8-11 мая 2008            | Будапешт      | Те Яна Линь Лин Шэнь Яньфэй |
| Приглашение трёхсторонней комиссии              | 11 мая 2008              | —             | Присцилла Томми |
| Дополнительно                                   | 8-11 мая 2008            | Будапешт      | Георгина Пота Ирина Котихина Пань Лицзюнь Татьяна Костромина Николета Стефанова Маргарита Песоцкая Андрея Бакула Оксана Фадеева Петра Ловаш Вероника Павлович Ева Одорова Дана Хадакова Рута Паскаускиене Татьяна Сорочинская |
| ВСЕГО                                           |                          |               | 78 |

## Пары

### Процесс квалификации
В общей сложности будут участвовать 16 команд:
- 6 — лучшая команда с каждого континента
- 1 — команда-хозяйка турнира
- 9 — остальные выбранные команды (или 10, если хозяин турнира, Китай, квалифицируется как первая команда Азии)

Каждая команда будет состоять из 3 игроков, и они не обязаны участвовать в матчах одиночного разряда. Команды будут отобраны по специальному рейтингу от мая 2008 года.
Примечание:
- Команда, выделенная зелёным, квалифицировалась в групповой турнир. H — хозяева турнира, C — лучшая команда континента, W — команда находится в десятке лучших на данном континенте, R — команда попала в резерв.

### Мужчины
| Страна           | Квалификанты | Очки     | Квалифицировались как |
| ---------------- | ------------ | -------- | --------------------- |
| Китай            | 3            | 38406.75 | HC                    |
| Республика Корея | 3            | 36516.25 | W                     |
| Германия         | 3            | 36385.75 | C                     |
| Гонконг          | 3            | 36049.25 | W                     |
| Австрия          | 3            | 35804.00 | W                     |
| Япония           | 3            | 35689.25 | W                     |
| КНДР             | 3            | 34599.25 | -                     |
| Австралия        | 3            | 33004.25 | C                     |
| Сингапур         | 2            | 24132.00 | W                     |
| Тайбэй           | 2            | 24081.75 | W                     |
| Хорватия         | 2            | 23788.75 | W                     |
| Греция           | 2            | 23769.25 | W                     |
| Швеция           | 2            | 23721.00 | W                     |
| Россия           | 2            | 23612.00 | W                     |
| Франция          | 2            | 23539.50 | -                     |
| Бразилия         | 2            | 23031.50 | C                     |
| Аргентина        | 2            | 22784.50 | -                     |
| Нигерия          | 2            | 22615.75 | C                     |
| Канада           | 2            | 22542.00 | C                     |
| Египет           | 2            | 22154.50 | -                     |

### Женщины
| Страна                   | Квалификанты | Очки     | Квалифицировались как |
| ------------------------ | ------------ | -------- | --------------------- |
| Китай                    | 3            | 38270.25 | HC                    |
| Сингапур                 | 3            | 37103.50 | W                     |
| Гонконг                  | 3            | 36212.00 | W                     |
| Республика Корея         | 3            | 36194.75 | W                     |
| Япония                   | 3            | 36172.00 | W                     |
| США                      | 3            | 35146.25 | C                     |
| Австралия                | 3            | 34140.75 | C                     |
| Нидерланды               | 2            | 23974.50 | C                     |
| Германия                 | 2            | 23924.25 | W                     |
| Австрия                  | 2            | 23865.50 | W                     |
| Хорватия                 | 2            | 23778.00 | W                     |
| Польша                   | 2            | 23630.75 | W                     |
| Испания                  | 2            | 23591.75 | W                     |
| Румыния                  | 2            | 23589.50 | W                     |
| КНДР                     | 2            | 23383.75 | -                     |
| Доминиканская Республика | 2            | 23149.75 | C                     |
| Канада                   | 2            | 22521.00 | -                     |
| Нигерия                  | 2            | 21879.75 | C                     |
| Тунис                    | 2            | 20723.25 | -                     |